# أحمد أباد (شوط)
أحمد أباد هي قرية في مقاطعة شوط‌، إيران. عدد سكان هذه القرية هو 365 في سنة 2006.